# 御供泰治
御供 泰治（みとも やすはる、1938年 - ）は、日本の医師、医学博士。山形県出身。

## 略歴
名古屋市立大学大学院博士課程修了後、ニューヨークのスローン・ケッタリング癌研究所へ留学。後に、愛知県がんセンター研究所研究員を経て名古屋市立大学医学部第二内科講師、同大学看護学部教授となる。2004年に同大学の名誉教授となり同年開学したての愛知きわみ看護短期大学教授となり、2007年より同短期大学の学長に就任する。看護に関する著作も多数あり、著作物に以下のものがある。専門は｢微生物・免疫学｣・｢疾病・病態論｣。

## 著書
- 『看護師国家試験対策ブック』(メディカ出版)
- 『たとえで学ぶ免疫学』(メディカ出版)
- 『おもしろ看護血液学』(メディカ出版)
- 『おもしろ看護老年病学』(メディカ出版)
- 『わかりやすい内科学』(文光堂)
- 『デルカン先生の薬まるくん』(メディカ出版)

| 学職          | 学職                                       | 学職   |
| ------------- | ------------------------------------------ | ------ |
| 先代 田中道子 | 愛知きわみ看護短期大学学長 第2代：2007年 - | 次代 ‐ |